# Museo Renato Vernizzi
Il museo Renato Vernizzi ha sede in strada Luigi Carlo Farini 32 a Parma, all'interno del Palazzo Ape Museo; inaugurato nel 2014, è interamente dedicato al pittore Renato Vernizzi.

## Storia
Il 26 marzo del 2011, in attesa dell'apertura del museo, fu inaugurato all'interno della Sala Polifunzionale e della Sala dei Disegni del museo Amedeo Bocchi di Palazzo Sanvitale il ciclo di mostre Aspettando il Museo Vernizzi, suddiviso in tre diverse fasi: Renato Vernizzi. Gli esordi negli anni venti e l'esplosione della luce e del colore con le ricerche del chiarismo, Renato Vernizzi. Il Dopoguerra: una stagione di rinnovata energia espressiva e infine Renato Vernizzi Gli anni sessanta: l'approfondimento interiore dell'immagine e della geometria compositiva; in circa tre mesi furono esposte alcune delle 200 opere donate nel 2009 alla Fondazione Monte Parma da parte dei due figli dell'artista.
In seguito la Fondazione acquisì attraverso donazioni di privati all'incirca altre 30 opere.
Il museo fu successivamente inaugurato negli spazi adiacenti il 27 maggio del 2014, alla presenza del presidente della Fondazione Monte Parma Roberto Delsignore, della storica dell'arte Elena Pontiggia, del consulente artistico dei musei della Fondazione Pier Paolo Mendogni, del consulente delle attività museali della Fondazione Maria Chiara Cavazzoni e dei figli del pittore Isabella e Luca Vernizzi.

## Percorso espositivo
Il percorso espositivo, accessibile dall'ingresso laterale su strada Cairoli, si sviluppa in continuità col museo Amedeo Bocchi, all'interno di tre sale del livello terreno e un ambiente del piano ammezzato dell'ala più antica del palazzo.
Delle 230 opere complessive di cui dispone il museo, ne sono esposte all'incirca 60 tra i dipinti e i disegni più significativi, che consentono di testimoniare l'evoluzione del tratto pittorico stilistico dell'artista, suddivisibile in quattro diverse fasi cronologiche.
La prima sezione è dedicata ai dipinti giovanili d'ispirazione novecentista degli anni venti.
La seconda riguarda le opere riferibili al chiarismo lombardo con richiami fauves, contraddistinte da una notevole ricchezza di luce e colori.
La terza è dedicata ai ritratti degli anni cinquanta, ispirati da una rilettura delle più importanti opere europee del XVI e XVII secolo.
La quarta è incentrata sui dipinti di paesaggi degli anni sessanta, caratterizzati dai colori brillanti.
L'ambiente del piano ammezzato accoglie infine una fedele ricostruzione dello studio milanese dell'artista, al cui centro sono esposti su cavalletti l'ultimo dipinto incompiuto e l'Autoritratto allo specchio, realizzato nel 1965.